# Kevin Alexander Clark
Kevin Alexander Clark (Illinois, 3 de dezembro de 1988 - Chicago, 26 de maio de 2021) foi um músico e ator americano, mais conhecido por atuar no filme School of Rock (2003), como Freddy Jones, o baterista da banda.
Apesar do sucesso do filme, Clark optou por não seguir a carreira de ator e, em vez disso, tornou-se baterista profissional em Chicago, apresentando-se com artistas e bandas locais, como Dreadwolf e Robbie Gold.

## Biografia
Clark nasceu em 3 de dezembro de 1988, em Highland Park, Illinois, filho de pais judeus.
Clark começou a tocar bateria aos três anos, mas só teve aulas de bateria desde a quinta série. Ele também tocava violino, violão, violoncelo e piano.
Ele estudou na Highland Park High School (HPHS) e foi membro da banda de jazz da escola e da banda de concertos escolares. Em 2003, ele participou de uma seleção de elenco para o filme School of Rock, que procurava um baterista adolescente, e conseguiu o papel de Freddy Jones.
School of Rock continuou sendo o único papel cinematográfico de Kevin Alexander Clark. Ele permaneceu leal à música e viveu como baterista profissional em Chicago.

## Morte
Kevin faleceu em 26 de maio de 2021, vítima de um atropelamento enquanto passeava de bicicleta em Chicago.

## Fimografia
- 2003 - School of Rock
- 2003 - The Tonight Show with Jay Leno (convidado musical)

## Prêmios e Indicações
| Ano  | Prêmio          | Categoria     | Indicação                            | Resultado | Ref. |
| ---- | --------------- | ------------- | ------------------------------------ | --------- | ---- |
| 2004 | MTV Movie Award | Melhor Equipe | Jack Black & the School of Rock Band | Indicado  |      |